# Schlüter (Mondkrater)
Schlüter ist ein Einschlagkrater am westlichen Rand der Mondvorderseite, nordwestlich der Montes Cordillera.
Es ist ein großer Krater mit ausgeprägter Terrassierung der inneren Wälle und einem Zentralberg.
| Buchstabe | Position          | Durchmesser | Link |
| --------- | ----------------- | ----------- | ---- |
| A         | 9,22° S, 82,54° W | 37 km       |      |
| P         | 0,08° N, 85,19° W | 21 km       |      |
| S         | 7,89° S, 90,02° W | 12 km       |      |
| U         | 5,04° S, 89,98° W | 10 km       |      |
| V         | 4,42° S, 86,95° W | 12 km       |      |
| X         | 1,18° N, 88,28° W | 13 km       |      |
| Z         | 2,86° S, 83,82° W | 10 km       |      |

Der Krater wurde 1964 von der IAU nach dem deutschen Astronomen Heinrich Schlüter offiziell benannt.